# Диплофаза

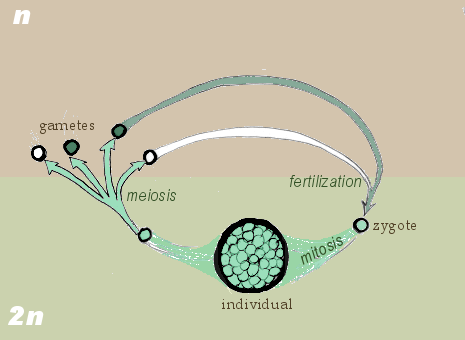
Схема життєвого циклу із гаметичною редукцією. Впродовж всього циклу крім гамет організм перебуває у диплофазі

Диплофаза (від дав.-гр. διπλόος — подвійний і φάσις — прояв) — частина життєвого циклу організму, під час якого ядра його клітин містять подвійний (диплоїдний) набір хромосом, переважно чергується із гаплофазою. У вищих організмів диплофаза охоплює більшу частину життєвого циклу — від моменту запліднення до формування гаплоїдних гамет шляхом мейотичного поділу, під час якого відбувається скорочення вдвічі числа хромосом. У деяких видів водоростей та грибів диплофаза представлена тільки зиготою, першим поділом якої є мейоз.
Термін диплофаза також зрідка може вживатись як синонім диплотени — однієї із стадій профази першого поділу мейозу.